# Cile ai Giochi della XV Olimpiade
Il Cile ha partecipato ai Giochi della XV Olimpiade, svoltisi ad Helsinki, dal 19 luglio al 3 agosto 1952,  
con una delegazione di 59 atleti, di cui 4 donne, impegnati in 9 discipline,
aggiudicandosi 2 medaglie d'argento.

## Medagliere

### Per discipline
| Sport       | Oro | Argento | Bronzo | Totale |
| ----------- | --- | ------- | ------ | ------ |
| Equitazione | 0   | 2       | 0      | 2      |
| Totale      | 0   | 2       | 0      | 2      |

### Medaglie
| Medaglia | Atleta                                        | Sport       | Evento                     |
| -------- | --------------------------------------------- | ----------- | -------------------------- |
| Argento  | Óscar Cristi                                  | Equitazione | Salto ostacoli individuale |
| Argento  | Óscar Cristi César Mendoza Ricardo Echeverría | Equitazione | Salto ostacoli a squadre   |

## Risultati

### Calcio
| Atleta | Classifica |                 |
| --- | --- | --------------- |
| V · D · M Nazionale olimpica cilena · Calcio ai Giochi Olimpici Estivi 1952 1 Roa · 2 Leal · 3 García · 4 Bravo · 5 Vera · 6 Pillado · 7 Saavedra · 8 González · 9 Albornoz · 10 Nourdin · 11 I. Jara · 12 Litvak · 13 Massaro · 14 F. Jara · 15 Vásquez · 16 Vial · CT : Silva - Tirado | 17° |                 |
| Nazionale olimpica cilena · Calcio ai Giochi Olimpici Estivi 1952 | |                 |
| 1 Roa · 2 Leal · 3 García · 4 Bravo · 5 Vera · 6 Pillado · 7 Saavedra · 8 González · 9 Albornoz · 10 Nourdin · 11 I. Jara · 12 Litvak · 13 Massaro · 14 F. Jara · 15 Vásquez · 16 Vial · CT: Silva - Tirado                                                                              | 1 Roa · 2 Leal · 3 García · 4 Bravo · 5 Vera · 6 Pillado · 7 Saavedra · 8 González · 9 Albornoz · 10 Nourdin · 11 I. Jara · 12 Litvak · 13 Massaro · 14 F. Jara · 15 Vásquez · 16 Vial · CT: Silva - Tirado | Cile (bandiera) |

### Pallacanestro
| Atleta | Classifica |
| --- | ---------- |
| V · D · M Nazionale cilena - Pallacanestro ai Giochi della XV Olimpiade 3 Gallo · 4 Mahana · 5 Figueroa · 6 Cordero · 7 Bernedo · 8 Salvadores · 9 Mahn · 10 Ostoic · 11 Ramos · 12 Fernández · 13 Silva · 14 Raffo · 15 Araya · All. Sergio Molinari | 5°         |
| Nazionale cilena - Pallacanestro ai Giochi della XV Olimpiade |            |
| 3 Gallo · 4 Mahana · 5 Figueroa · 6 Cordero · 7 Bernedo · 8 Salvadores · 9 Mahn · 10 Ostoic · 11 Ramos · 12 Fernández · 13 Silva · 14 Raffo · 15 Araya · All. Sergio Molinari                                                                         |            |